# Felicidad (telenovela brasileña)
Felicidade es una telenovela brasileña producida y transmitida por TV Globo del 7 de octubre de 1991 al 30 de mayo de 1992, en 203 capítulos. Reemplazó a Salomé y fue reemplazada por Despedida de Solteiro, siendo la 42.ª " telenovela de seis " emitida por la emisora.
Escrita por Manoel Carlos, con la colaboración de Elizabeth Jhin, Marcus Toledo y Eliane Garcia, fue dirigida por Ignácio Coqueiro y Fernando R. de Souza. Denise Saraceni estuvo a cargo de la dirección general y central.
Con la participación de Maitê Proença, Tony Ramos, Vivianne Pasmanter, Herson Capri, Marcos Winter, Laura Cardoso, Umberto Magnani y Ariclê Perez .

## Sinopsis
Helena es una bella y decidida joven que vive en el apacible pueblo de Vila Feliz, Minas Gerais, aunque nunca ocultó su deseo de mudarse a la ciudad de Río de Janeiro y salir adelante en la vida, lo que siempre ha sido mal visto por los demás vecinos del lugar, bastante conservadores, que siempre la consideraron inapropiada y progresista, convirtiendo a la niña en blanco de chismes maliciosos. Durante una rápida visita al lugar, el empresario carioca Álvaro conoce a la joven y los dos se enamoran a primera vista momentos antes de su partida. Está comprometido con la mimada Débora, una chica rica y mucho más joven -apenas 19 años- que tiene celos enfermizo y ataques neuróticos. En busca de una vida mejor, Helena se casa con el agrónomo Mário, quien pasa un tiempo en la ciudad para realizar algunos estudios, lo que genera disgusto en Zé Diogo, poeta que siempre estuvo enamorado de ella. Sin embargo, la relación dura solo unos meses después de que el chico descubre el falso embarazo de la chica para intentar satisfacerlo.
Después de partir hacia Río de Janeiro, Helena comienza a vender ropa para bebés, lo que le permite crecer sola. Además, la joven se reencuentra con Álvaro y los dos comienzan un tórrido romance, que termina siendo interrumpido por las tramas de Débora. Creyendo que los dos siguen prometidos y que ella fue engañada, Helena no le dice al empresario que está embarazada y decide criar a su hija sola, lejos de su ciudad y sin la ayuda de sus padres ni de nadie de su pasado. Pasan ocho años, Álvaro se casa con Débora y tiene un hijo, Alvinho, mientras que Helena es propietaria de una tienda de ropa infantil tradicional, con una clientela fiel y próspera. Es en este punto que los dos se reencuentran y, aunque tratan de evitar el contacto, Bia y Alvinho terminan desarrollando una gran amistad, que los vuelve a unir. Débora, por su parte, que desarrolló severos problemas psicológicos por los celos y el sentimiento de posesión, no escatima esfuerzos para separar a los niños y alejar a su marido de su rival.
Recién en el penúltimo capítulo de la telenovela, Helena le revela a Bia que Álvaro es su padre. Al enterarse de esto, Débora, completamente perturbada, decide matar a su rival. Incluso le dispara a Helena, pero acaba hiriendo a Álvaro. Cuando se da cuenta de que perderá a su esposo por culpa de Helena, Débora huye fuera de control. Termina sufriendo un grave accidente y queda paralizada. En el último capítulo, Débora parte hacia Londres para someterse a un tratamiento y volver a caminar. Pasan cinco años, Helena vuelve a quedar embarazada de Álvaro y viven felices con Bia y Alvinho.

## Producción
La telenovela marcó el regreso de Manoel Carlos a la Rede Globo, luego de ocho años alejado de la emisora. El autor había dejado Globo en 1983, luego de constantes presiones para que siguiera escribiendo la telenovela Sol de Verão, incluso después de la muerte del actor Jardel Filho . Como no lo aceptó, dejó la telenovela en manos de Lauro César Muniz y abandonó el canal.
De regreso en 1991, Globo le pidió que escribiera la telenovela Por amor para el horario de las seis, cuya sinopsis había sido entregada años antes. Sin embargo, el autor prefirió presentar la sinopsis de Felicidad, que terminó siendo aprobada, y la producción comenzó de inmediato.
Manoel Carlos se inspiró en los personajes e historias del escritor y dramaturgo Aníbal Machado .
Mientras estuvo al aire, la telenovela sufrió varias prórrogas, debido a la indecisión sobre su reemplazo. En un principio sería un remake de Mulheres de Areia, pero debido al embarazo de Glória Pires, la producción se pospuso. Para preparar una nueva producción, Globo exigió más capítulos para Felicidad .

## Elenco
| Actor/Actriz          | Personaje                           |
| --------------------- | ----------------------------------- |
| Maite Proença         | Helena de Sousa                     |
| Tony Ramos            | Álvaro Peixoto                      |
| viviana increíble     | Deborah Meireles                    |
| Herson Capri          | Mario Silvano                       |
| marcos invierno       | José Diogo Cabral ( Zé Diogo )      |
| Tatiana Goulart       | Beatriz de Sousa ( Bia )            |
| Eduardo Caldas        | Álvaro Meireles Peixoto ( Alvinho ) |
| Umberto Magnani       | Atajerjes de Sousa                  |
| Aricle Pérez          | Ametista de Sousa                   |
| Laura Cardoso         | Candida Peixoto                     |
| Edney Giovenazzi      | Chico Treva                         |
| Esther Va             | Alma Meireles                       |
| Othón Bastos          | Gerson Meireles                     |
| Monique Curi          | Lidia de Sousa                      |
| María Ceica           | Antonia Batista ( Tuquinha )        |
| Mauricio Gonçalves    | Aristides ( Marea )                 |
| Milton Gonçalves      | Bautista                            |
| María Alves           | María                               |
| cristina ribeiro      | claudette                           |
| Eliane Giardini       | Isaura                              |
| Paulo Figueiredo      | Bruno Luzada                        |
| Katia Drummond        | Raimunda Batista ( Betsy )          |
| Sebastián Vasconcelos | João do Piano                       |
| Regina Dourado        | Rosalía                             |
| Ana Beatriz Noguera   | Selma                               |
| Bruno García          | Luis                                |
| Yara Cortés           | Filomena Cabral ( Doña Filo )       |
| Serafín González      | ze Maria                            |
| Cristina Prochaska    | Sheila                              |
| Rejane Goulart        | Eliana                              |
| Sandra Brea           | Rosita                              |
| Lucía Abreu           | Maestra Paula                       |
| Isis de Mello         | clarinete                           |
| Benjamín Cattán       | Onofre                              |
| Lala Schneider        | Celestial                           |
| Aline Menezes         | Isabel Batista ( Bel )              |
| Ada Chaseliov         | A-N-A                               |
| Ary Coslov            | Médico Alfredo                      |
| Maria Adela           | Rosado                              |
| Beatriz Lira          | Isolínea                            |
| Claudio Gabriel       | Romeo                               |
| Francisco Dantas      | Señor Matías                        |
| Fernando José         | Padre Antonio                       |
| José Luis Ribeiro     | Padre Anselmo                       |
| Silvia Masari         | Marisa                              |
| Paulo Pinheiro        | Moreira                             |
| Mantón Felippi        | Teresa                              |
| Nelson Freitas        | Rogelio                             |
| Evandro Monteiro      | Zeca Ventania                       |
| Pedro Jardín          | Marinho                             |

### Participaciones especiales
| Actor/Actriz           | Personaje                  |
| ---------------------- | -------------------------- |
| Andrea Carvana         | Neuza                      |
| Andrea Drago           | Solange                    |
| Andrea Miranda         | Denise                     |
| Aracy Balabanian       | señorita paquita           |
| Bienvenido Siqueira    | Jefe de policía de Noronha |
| Casiano Ricardo        | Sergi                      |
| Castro Gonzaga         | Padre Bento                |
| Claudia Magno          | Renee                      |
| Claudio Ayres da Motta | Alcalde Olegário           |
| claudio mamberti       | Senador Amílcar Machado    |
| Cristina Amadeo        | Renata                     |
| Denise Del Vecchio     | Dinorah                    |
| Flavia Bonato          | Eunice                     |
| Iran Mello             | Raúl                       |
| Jana Palma             | Thelminha                  |
| Jairo Mattos           | Médico Ricardo             |
| Jayme Leibovitch       | Médico Fausto              |
| Júlia Almeida          | Fernanda                   |
| Lqna Francisco         | Joana                      |
| Luisa Cardoso          | Magdalena                  |
| Luiz Guilherme         | Leandro Chavez             |
| Marcos Lima            | Clodoveo                   |
| Marly Bueno            | Leonor                     |
| Paulo Carvalho         | André                      |
| Paulo Leite            | Rafael                     |
| Rosita Thomas Lopes    | Mafalda                    |
| Tina Ferreira          | Cecilia Louzada            |

## Exhibición
El 29 de mayo de 1992, viernes, Globo repitió el penúltimo capítulo de la telenovela, hecho que nunca antes había ocurrido. El último capítulo se emitió al día siguiente (sábado), y se repitió el lunes 1 de junio, antes del estreno de Despedida de Soltero.
Se mostró nuevamente en Vale a Pena Ver de Novo del 9 de febrero al 24 de abril de 1998, reemplazando a Fera Ferida y siendo reemplazada por O Salvador da Pátria, en 55 capítulos.
Fue retransmitida en su totalidad por Canal Viva del 24 de septiembre de 2012 al 3 de julio de 2013, reemplazando a Top Model y siendo reemplazada por Anjo Mau, a las 15:30 horas.
El 21 de diciembre de 2020 la telenovela estuvo disponible en la plataforma de streaming Globoplay .

## Audiencia judicial
Tuvo un promedio general de 33.7 puntos. Siendo un índice considerado satisfactorio por la buena repercusión de la telenovela. [cita requerida] ]

## Banda sonora

### banda sonora nacional
Portada: Vivianne Pasmanter
| N.º | Título                           | Intérprete      | Duración |  |
| 1.  | «Começo, Meio e Fim»             | Roupa Nova      | 03:23    |  |
| 2.  | «Velho Arvoredo»                 | Elis Regina     | 02:56    |  |
| 3.  | «Meu Ninho»                      | Beto Guedes     | 04:47    |  |
| 4.  | «Eu Não Sabia Que Me Apaixonava» | Ricardo Rangell |          |  |
| 5.  | «Seja Mais Você»                 | Grupo Raça      |          |  |
| 6.  | «Chico Treva»                    | A Caverna       |          |  |
| 7.  | «O Amigo do Rei»                 | Pery Ribeiro    |          |  |

| N.º   | Título                   | Intérprete         | Duración |  |
| 8.    | «Felicidade»             | Roupa Nova         |          |  |
| 9.    | «Estranha Dependência»   | Joanna             |          |  |
| 10.   | «Me Ajude a Te Esquecer» | Elymar Santos      |          |  |
| 11.   | «Você Ainda Vai Voltar»  | Leandro e Leonardo | 04:08    |  |
| 12.   | «Estrela Amiga»          | Ping Pong          | 02:43    |  |
| 13.   | «Alma»                   | A Caverna          |          |  |
| 14.   | «Descoberta»             | Vicente Leão       |          |  |
| 51:03 |                          |                    |          |  |

### banda sonora internacional
"'Portada:"' Monique Curi
| N.º | Título                       | Intérprete     | Duración |  |
| 1.  | «Set Adrift on Memory Bliss» | P.M. Dawn      | 03:30    |  |
| 2.  | «Caminando Por La Calle»     | Gipsy Kings    | 04:23    |  |
| 3.  | «Theme from "Dying Young"»   | Kenny G.       | 04:11    |  |
| 4.  | «Peace»                      | Jimmy Cliff    |          |  |
| 5.  | «When a Man Loves a Woman»   | Michael Bolton |          |  |
| 6.  | «No Regrets»                 | David Torres   |          |  |
| 7.  | «Breakin' the Walls»         | Collin Elridge |          |  |

| N.º | Título                         | Intérprete                  | Duración |  |
| 8.  | «Miles Away»                   | Winger                      |          |  |
| 9.  | «Better Not Look Down»         | B. B. King                  |          |  |
| 10. | «Set the Night To Music»       | Roberta Flack & Maxi Priest |          |  |
| 11. | «Love... Thy Will Be Done»     | Martika                     | 04:46    |  |
| 12. | «Be My Baby»                   | Teenagers                   | 04:13    |  |
| 13. | «I Just A Want to Say Goodbye» | Danny Richard               |          |  |
| 14. | «Touch Without Touching»       | Tomacdu'                    |          |  |